# Faro de Cap-des-Rosiers
El faro de Cap-des-Rosiers (en francés: Phare de Cap-des-Rosiers) es un faro en Cap-des-Rosiers en Gaspé, provincia de Quebec, al este de Canadá. 
Fue clasificado como Sitio Histórico Nacional de Canadá el 11 de junio de 1973. Fue catalogado como un edificio de Patrimonio Federal el 31 de marzo de 1994. 
El faro de Cap-des-Rosiers es el más alto de Canadá, alcanzando los 34,1 metros (112 pies) de altura. Está situado en la orilla sur del río San Lorenzo en la cima de un acantilado. Se encuentra en la desembocadura del río, en el Golfo de San Lorenzo.